# Championnat de Turquie de beach soccer
Le championnat de Turquie de beach soccer est une compétition annuelle de beach soccer disputée entre les clubs turcs.

## Histoire
En 2011, Alanya est champion, le portugais Madjer termine meilleur buteur.
En 2012, lors de la 6e édition, le Beşiktaş bat le club de Seferihisar (7-6) en finale disputée à Alanya. La plage de Kara Kartallar (les aigles noirs) voit l'équipe stambouliote survoler la compétition avec trois victoires en trois matchs et 38 buts inscrits. Seul Ercis Belediyespo conteste la suprématie noire et blanche en demi-finale mais s'incline d'un but dans le dernier tiers temps.
L'équipe de la capitale est emmenée par le portugais Madjer (MVP du championnat) et les internationaux turque Baris (meilleur buteur du tournoi), Ahmet (meilleur gardien de but), Onur et Tamer Ay accompagnés du hollandais Leo Koswal. Ercis Belediyespo décroche la troisième place du championnat en battant Argigento Sports (6-5).
En 2013, Beşiktaş conserve son titre et Madjer son titre de meilleur joueur du championnat.
En 2019, Alanya Belediyespor remporte le championnat après une victoire face à Yeşil Erciş en finale.

## Déroulement
Le Garanti Plaj Futbol Ligi se joue dans 15 lieux différents à travers la Turquie entre Juin, mois de la première phase, et Septembre pour la Super Finale en compagnie des huit meilleures équipes.

## Palmarès
| N°  | Édition | Lieu   | Vainqueur   | Finaliste   | Troisième place   | Meilleur joueur | Meilleur buteur | Meilleur gardien |
| --- | ------- | ------ | ----------- | ----------- | ----------------- | --------------- | --------------- | ---------------- |
| 1re | 2007    |        |             |             |                   |                 |                 |                  |
| 2e  | 2008    |        |             |             |                   |                 |                 |                  |
| 3e  | 2009    |        |             |             |                   |                 |                 |                  |
| 4e  | 2010    |        |             |             |                   |                 |                 |                  |
| 5e  | 2011    |        | Alanya      |             |                   |                 | Madjer          |                  |
| 6e  | 2012    | Alanya | Beşiktaş JK | Seferihisar | Ercis Belediyespo | Madjer          | Baris           | Ahmet            |
| 7e  | 2013    |        | Beşiktaş JK |             |                   | Madjer          |                 |                  |